# Roman (アルバム)
『Roman』（ロマン）は、Sound Horizonによるメジャー3作目のアルバム。2006年11月22日にキングレコードから発売された。

## 概要
同人時代からの通算で5作目のStory CD。女性ボーカル4人、男性ボーカル2人、13人の声優・ナレーターのほか、楽器隊を含めると総勢70人以上の楽団員が手がけている。
通常版のほか、20,000枚限定の特別BOX仕様である初回限定版が発売され、パッケージには暗号でメッセージが書かれたハンカチ（初回版は布製、通常版は紙製）が封入されている。また、数量限定特典としてタワーレコードではAnother Roman CDと渋谷特別ライブ抽選葉書、TSUTAYAではAnother Roman歌詞カード、とらのあなではAnother Roman BoxとRomanダイジェストCD、アニメイトではオリジナルジャケットが用意されていた。
2006年から2007年に開催されたコンサートツアーの様子を収録したDVDとして『Roman 〜僕達が繋がる物語〜』もリリースされている。
『ウルトラジャンプ』（集英社）2007年5月号より桂遊生丸によるコラボレーションコミックが連載され、コミック第1巻が2008年4月、第2巻が2009年1月に発売された。全2巻。
Sound Horizonのメジャーデビュー10周年企画の一環で角川書店より『Elysion 二つの楽園を廻る物語』も手がけた十文字青によりノベライズされ『Roman 冬の朝と聖なる夜を廻る君の物語』が2016年2月に発売された。なお、発売にあたって『月刊少年エース』2016年1月号特別付録のSound Horizonの特製ブックレットにノベライズの第1話「朝と夜の物語」が先行掲載された。
収録曲の「見えざる腕」はPVが製作され、ライブDVD『Roman 〜僕達が繋がる物語〜』などに収録されている。また、シングル『少年は剣を…』にも収録されていた「緋色の風車」はアルバムバージョンとなっており、 一部の歌詞がフランス語表記に、ヴァイオリンのソロパートとナレーションも一部追加されている。

## 収録曲
1. 朝と夜の物語 [07:23]
歌：Hiver Laurant、KAORI、YUUKI
2. 焔 [05:33]
歌：RIKKI
3. 見えざる腕 [06:58]
歌：KAORI
4. 呪われし宝石 [06:21]
歌：REMI、Hiver Laurant
5. 星屑の革紐 [06:22]
歌：YUUKI、井上あずみ
6. 緋色の風車 [06:00]
歌：KAORI
7. 天使の彫像 [06:54]
歌：Jimang
8. 美しきもの [06:33]
歌：YUUKI
9. 歓びと哀しみの葡萄酒 [06:55]
歌：REMI
10. 黄昏の賢者 [07:35]
歌：Jimang
11. 11文字の伝言 [07:08]
歌：RIKKI

## 制作・参加メンバー
作詞・作曲・編曲
- Revo

ボーカル
- Hiver Laurant
- RIKKI
- KAORI
- YUUKI
- REMI
- Jimang
- 井上あずみ

ボイス・ナレーション
- 緑川光
- 田村ゆかり
- 能登麻美子
- 大塚明夫
- 若本規夫
- 飛田展男
- 保志総一朗
- 深見梨加
- ゆかな
- 皆口裕子
- 日髙のり子
- Ike Nelson
- Sublime

ジャケットイラスト
- yokoyan

## 仕掛けとボーナストラック
ブックレットには所々に穴が開いており、そこから見える単語は次曲の予告、及びボーナストラックの所在へ導くという仕掛けが施されている。各曲（及びカラオケの字幕）には一つずつ数字に置き換えられて暗号化されている音節種があり、暗号はCDケースの中敷を外すと現れる解読表によって解読が可能。
ブックレットの最終ページに書かれているURLにアクセスし、曲中に登場する順に暗号を解読して入力すると、それぞれのパスワードに応じて「truemessage」と「yaneuraroman」、計2種類のMP3音源が得られる。キングレコードのサイト内に特設ページが設けられているため、ポニーキャニオン移籍後は該当のページが閲覧不可となったが、メジャーデビュー15周年時のリマスター盤発売に伴い、再度閲覧可能となった。
2012年4月13日に発売されたベストアルバム『Chronology [2005-2010]』にも該当のボーナストラックが収録されており、タイトルが「truemessage」は「11文字の伝言 [Le vrai message] 」、「yaneuraroman」は「屋根裏物語」に改題されている。
「11文字の伝言」及びボーナストラックのファイル「truemessage」は曲の終了間際に「朝と夜の物語」の前奏と共通するピアノ演奏が入り、アルバム全体が円環構造になっている。また、もう一つのボーナストラックのファイル「yaneuraroman」も同様で、こちらはループではなく行き止まりになる仕様となっている。
各曲の最後に入る「其処にロマンは在るのかしら？」の台詞の後ろで流れるオルゴールをボーナストラックの暗号の順番につなぎ合わせると、「朝と夜の物語」メロディになる。

## 関連書籍
コミカライズ
- Sound Horizon(原作)・桂遊生丸(漫画)、ヤングジャンプコミックス(集英社)刊

1. Roman 1 2008年4月18日発売、ISBN 978-4088774060
2. Roman 2 2009年1月19日発売、ISBN 978-4088775555

ノベライズ
- Sound Horizon(原作)・十文字青(著)・左(イラスト)、KADOKAWA刊

1. Roman 冬の朝と聖なる夜を廻る君の物語(上) 2016年2月3日発売 ISBN 978-4041036068
2. Roman 冬の朝と聖なる夜を廻る君の物語(下) 2016年7月2日発売 ISBN 978-4041036051